# Aristostomias tittmanni
Aristostomias tittmanni is een  straalvinnige vissensoort uit de familie van Stomiidae. De wetenschappelijke naam van de soort is voor het eerst geldig gepubliceerd in 1923 door Welsh.